# SIPS 1259-4336
SIPS 1259-4336 是一顆位於半人馬座的紅矮星。距離地球約25.2光年。

## 變化性
恆星的亮度呈現出變暗的趨勢，週期超過十年。